# محطة بيلي للطاقة النووية
محطة بيلي للطاقة النووية هي مشروع لمحطة طاقة نووية تقع بالقرب من شاطئ إنديانا دونز الوطني في مقاطعة بورتر بولاية إنديانا بالولايات المتحدة.

## نبذة
تم اقتراح المشروع من قبل شركة إنديانا ديونز الوطنية في عام 1967 ومع ذلك، تم إلغائه في عام 1981.
كان من المفترض أن تتكون المحطة مفاعل واحد يعمل على تسخين 644 ميجاوات ومن المتوقع أن تبلغ تكلفته 1.8 مليار دولار. بدأ البناء في 1 يناير 1974.

## الإعتراضات
وجد المشروع معارضة شديدة حيث عارض البناء من قبل "المواطنون المهتمون ضد موقع بيلي النووي"، وهي مجموعة مصالح تأسست في عام 1972.
وقد عارضت المشروع قانونيا وأيضًا من خلال إجراءات لجنة التنظيم النووي للولايات المتحدة والوكالات الحكومية الأخرى ذات الصلة. انفصلت المجموعة في عام 1982 بعد إلغاء المشروع.